# Левая Сученьга
Левая Сученьга (Ягрыш) — река в России, протекает по Вологодской области, в Нюксенском районе. Устье Левой Сученьги находится в 109 км по левому берегу реки Сухона. Длина Левой Сученьги с Ягрышом составляет 28 км. В 13 км от устья по левому берегу принимает слева реку Лочвеж.
Исток Ягрыша в болотах в 19 км к северу от деревни Вострое (центра Востровского сельского поселения). Течёт на юг по заболоченному лесу. Крупнейшие притоки — Лочвеж (слева), Чёрная (слева) и Ягрыш (справа). В нижнем течении, примерно в 6 км от устья на правом берегу реки нежилая деревня Сокольная и деревня Ягрыш (14 жителей, 2010 год). Левая Сученьга впадает в Сухону по левому берегу в пяти километрах ниже деревни Вострое и в 500 метрах ниже впадения по правому берегу Правой Сученьги.

## Данные водного реестра
По данным государственного водного реестра России относится к Двинско-Печорскому бассейновому округу, водохозяйственный участок реки — Северная Двина от начала реки до впадения реки Вычегда, без рек Юг и Сухона (от истока до Кубенского гидроузла), речной подбассейн реки — Сухона. Речной бассейн реки — Северная Двина.
Код объекта в государственном водном реестре — 03020100312103000009449.